# 爭先賽

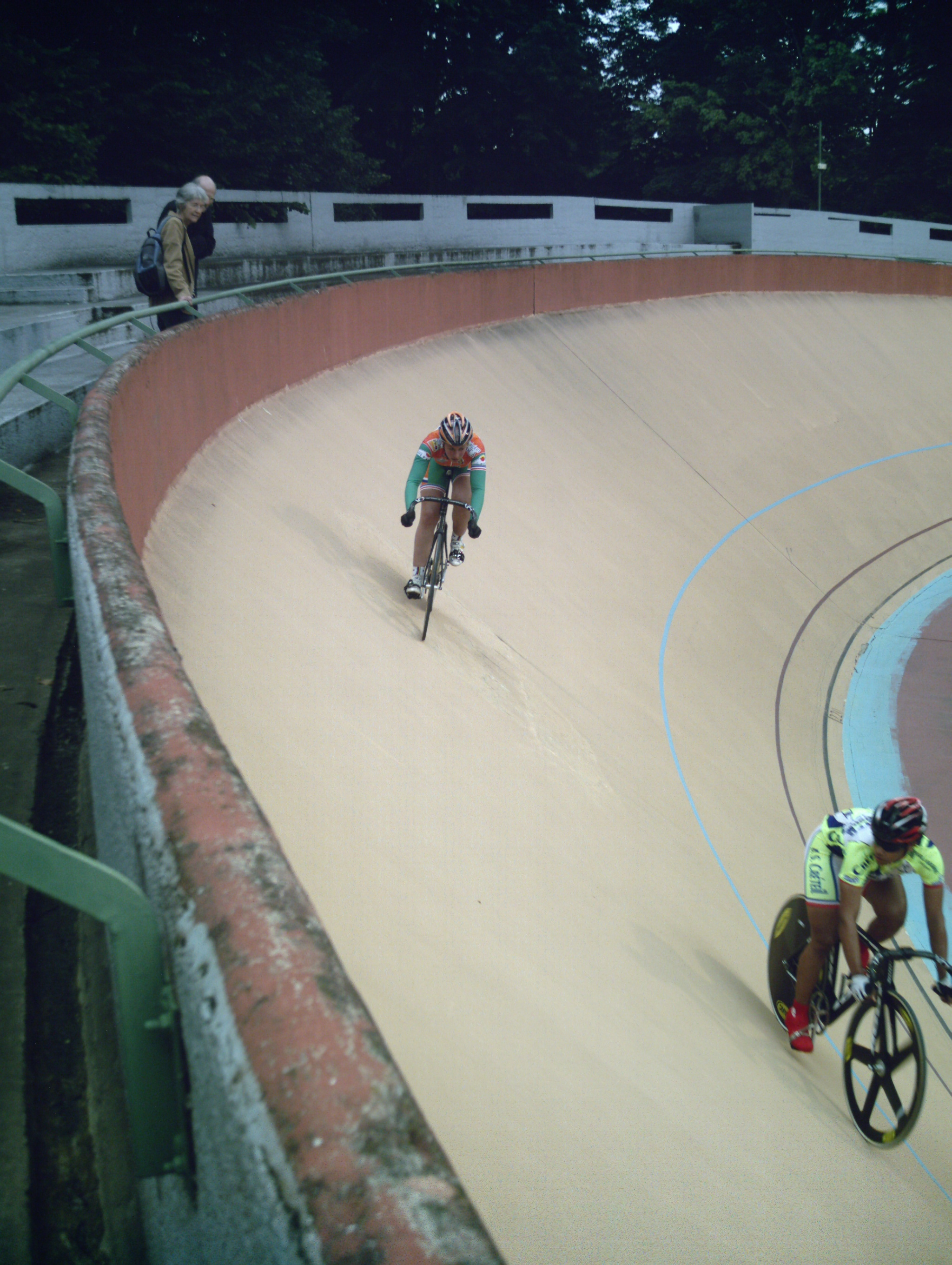
選手正進行爭先賽

爭先賽（英語：Sprint），或稱競速賽，是場地單車的其中一個比賽項目。

## 比賽方式
爭先賽是短距離的場地單車賽事。比賽時兩名參賽者為一組，在周長250米的場地上騎行三圈，全程的總時間不作計算，只以最先到達終點者為勝。